# 澤和樹
澤 和樹（さわ かずき、Kazuki Sawa、1955年1月5日 - ）は、日本のヴァイオリニスト。第10代東京芸術大学学長。旧名は沢 和彦（さわ かずひこ）。

## 経歴

### 高校まで
和歌山市出身。ヴァイオリンを印野揚造、東儀祐二、吉永清子、鷲見三郎、兎束龍夫に師事。1969年、和歌山市立西和中学校3年生の15歳の時、第23回全日本学生音楽コンクール全国大会中学生の部で第1位を受賞した。1970年、和歌山県立桐蔭高等学校に進んだ。

### 芸大時代
1973年、東京芸術大学音楽学部に入学、海野義雄に師事した。1974年、第43回日本音楽コンクールで第3位を受賞、1975年、東京シティ・フィルハーモニック管弦楽団のコンサートマスターに就任、1977年、東京文化会館でデビューリサイタルを開いた。同年、東京芸術大学大学院に入学し、ロン＝ティボー国際コンクールで第4位、ヴィエニアフスキ国際ヴァイオリン・コンクールで第6位をそれぞれ受賞した。1978年、ボルドー音楽祭で金メダルを受賞した。1979年、同大学院を修了、安宅賞を受賞した。

### ロンドン留学
1980年、内定していたNHK交響楽団コンサートマスターの就任を辞して、文化庁芸術家在外研究員としてロンドンへ留学し、王立音楽大学でジェルジ・パウク、ベラ・カトーナに師事した。同年、蓼沼恵美子と結婚し、ロンドン留学も一緒だった。1983年にブリティッシュカウンシル奨学金を獲得し、ロンドン滞在を延長。同年、ミュンヘン国際音楽コンクール・ヴァイオリンとピアノのデュオ部門で夫人と第3位を受賞した。

### ソリスト
1984年4月に帰国し、東京芸術大学音楽学部器楽科専任講師に就任するとともに、ソリスト、室内楽奏者として本格的な演奏活動を始めた。1985年4月、同助教授に昇任した。1989年、再度文部省在外研究員として英国王立音楽院に派遣された。

### 澤クァルテット
再度のロンドン留学中、アマデウス弦楽四重奏団のメンバーとの出会いにより影響を受け、1991年、澤クァルテット（SAWA QUARTET）を結成した。1992年以降、アマデウス弦楽四重奏団メンバーと「アンサンブル・アマデウス」として演奏会を開いていた。

## 近年の活動
東京弦楽合奏団を主宰。2005年に東京芸術大学教授に昇任。英国王立音楽院名誉会員。紀尾井シンフォニエッタ東京リーダー（2010年4月をもって退任）。響ホール室内合奏団ミュージックアドヴァイザー。千里フィルハーモニア大阪常任指揮者。フォーバルスカラシップ・ストラディヴァリウス・コンクール審査委員。2016年4月より東京芸術大学学長（音楽分野からは第3代の福井直俊以来）。東京藝術大学学長を退き、2022年東京藝術大学名誉教授の称号を受ける。
2020年、文部科学省文化審議会委員に選出。同審議会文化功労者選考分科会副委員長として、義弟の蓼沼宏一分科会委員長の下、東京芸大に多額の寄付を行った滝久雄の文化功労者顕彰の実現に携わった。

## 家族・親族
妻はピアニストの蓼沼恵美子（第8代一橋大学学長蓼沼謙一の子）。
ヴァイオリニストの澤亜樹（藝大フィルハーモニア管弦楽団コンサートマスター）は娘。蓼沼宏一第17代一橋大学学長は義弟。